# Krzysztof Zwarycz
Krzysztof Maciej Zwarycz, né le 13 décembre 1990 à Gdynia, est un haltérophile polonais.

## Palmarès

### Jeux olympiques
- 2012 à Londres
  - 7e  en moins de 77 kg avec un total de 332 kg.

### Championnats du monde
- 2017 à Anaheim
  -  Médaille d'argent en moins de 85 kg.
- 2013 à Wrocław
  - participation en moins de 77 kg.

### Championnats d'Europe
- 2017 à Split
  -  Médaille de bronze en moins de 85 kg.